# Cuneus Frisionum Aballavensium
Der Cuneus Frisionum Aballavensium [Philippianorum] (deutsch Cuneus der Friesen in Aballava [der Philippianische]) war eine römische Auxiliareinheit. Sie ist durch Inschriften belegt.

## Namensbestandteile
- Frisionum: der Friesen. Die Soldaten des Cuneus wurden bei Aufstellung der Einheit aus dem germanischen Stamm der Friesen rekrutiert.

- Aballavensium: in Aballava. Der Zusatz bezieht sich auf das römische Hilfstruppenkastell Aballava.

- Philippianorum: der Philippianische. Eine Ehrenbezeichnung, die sich auf Philippus Arabs (244–249) bezieht. Der Zusatz wurde der Inschrift (CIL 7, 415) nachträglich hinzugefügt und nach dem Tode von Philippus Arabs wieder ausgemeisselt.

## Geschichte
Wie der Beiname Aballavensium zeigt, war der Cuneus zunächst in Aballava, einem Hilfstruppenkastell am Hadrianswall in der Provinz Britannia inferior stationiert. Zu einem unbestimmten Zeitpunkt wurde die Einheit in das südlich gelegene Kastell Derventio verlegt, wo sie erstmals durch die Inschriften (CIL 7, 415, CIL 7, 416) nachgewiesen ist, die beide auf den 19/20. Oktober 241 n. Chr. datiert sind. Da die Einheit in der Notitia dignitatum nicht mehr erwähnt wird, dürfte sie im 4. Jhd. schon nicht mehr bestanden haben.

## Standorte
Standorte des Cuneus in Britannia inferior waren:
- Aballava (Burgh by Sands): der Beiname Aballavensium zeigt, dass die Einheit hier stationiert war.
- Derventio (Papcastle): Die Inschriften (CIL 7, 415, CIL 7, 416) wurden hier gefunden.

## Angehörige des Cuneus
Angehörige des Cuneus sind nicht bekannt.